# Aquilaria beccariana
Aquilaria beccariana Tiegh. – gatunek należący do rodziny wawrzynkowatych. Występuje naturalnie w Azji Południowo-Wschodniej.

## Rozmieszczenie geograficzne
Rośnie naturalnie w Malezji (w stanach Johor, Sabah i Sarawak), Brunei oraz Indonezji (w Kalimantanie i na Sumatrze).

## Morfologia
PokrójDrzewo dorastające do 28 m wysokości i 91 cm średnicy. Kora ma szarą barwę i jest gładka. Młode gałązki są owłosione.
LiścieSą nagie zarówno z wierzchu jak i od spodu. Na spodzie liścia czasami pojawia się rozproszone owłosienie. Kształt liście jest podłużnie lancetowaty bądź podłużnie eliptyczny z ostro zakończonym wierzchołkiem. Mają 11–27 cm długości i 6–8,5 cm szerokości. Posiada 15–25 par nerwów. Ogonek liściowy ma 5–7 mm długości.
KwiatyZebrane w kwiatostanach. Osadzone są na szypułkach o długości 3–7 mm. Kwiaty mają 7–12 mm długości. Mają żółtawą, zielonkawą lub żółtawobiałą barwę. Działki kielicha mają lekko jajowaty kształt. Mają 2–3 mm długości i są gęsto owłosione z obu stron.
OwoceMają elipsoidalny lub odwrotnie jajowaty kształt. Mają 2–3,5 cm długości i 1,75 cm szerokości. Są lekko owłosione. Nasiona są czarne. Mają owalny kształt. Mają 10 mm długości i 5 mm szerokości. Są słabo owłosione.

## Biologia i ekologia
Naturalnym habitatem są zarówno lasy pierwotne jak i wtórne. Czasami rośnie na stanowiskach w pobliżu bagien. Rośnie na wysokości do 800 m n.p.m.

## Zastosowanie
Drewno tego gatunku nosi handlową nazwę agar (ang. agarwood). Drewno bywa często atakowane przez grzyby lub bakterie. Drewno zainfekowane pasożytem wydziela woń – olej ochronny, który występuje na rannych obszarach (korzenie, gałęzie lub pień), które stopniowo stają się twardsze i zmieniają barwę na ciemnobrązową lub czarną.
Agar jest wykorzystywany w produkcji perfum oraz w medycynie tradycyjnej. Ze względu na kosztowny i pracochłonny proces ekstrakcji jest ono bardzo drogie. Minimum 20 kg niskiej jakości drewna żywicznego potrzebne jest do wytworzenia 12 ml oleju agarowego. Najwyższej jakości olej otrzymywany jest z drzew starszych niż 100 lat. Sprzedaż perfum opartych na tym ekstrakcie rośnie z roku na rok. 
Ważnym zastosowaniem drewna tego gatunku jest produkcja kadzidła. Agar jest także afrodyzjakiem, zarówno w postaci olejku, jak i kadzidła. Są to na ogół lokalne zastosowania, ale olej jest również sprzedawany w aptekach wietnamskich do użytku wewnętrznego. W medycynie chińskiej wykorzystuje proszku z drewna w leczeniu marskości wątroby oraz innych dolegliwości. Ma zastosowanie również w leczeniu nowotworów płuc i żołądka.

## Zagrożenia
Zaobserwowano, że wycina się wiele zdrowych drzew, żeby zebrać ledwie kilka kilogramów zainfekowanego drewna. Wzrost handlu tym drewnem w ciągu ostatniej dekady doprowadził do nadmiernej eksploatacji w całym zakresie. Według Czerwonej księgi gatunków zagrożonych jest gatunkiem narażonym na wyginięcie (VU – vulnerable).